# Анна Іванівна
А́нна І Іва́нівна (рос. Анна Иоанновна; 28 січня (7 лютого) 1693 — 17 (28) жовтня 1740) — російська імператриця (1730 —1740), герцогиня Курляндська і Семигальська (1710—1730). Представниця династії Романових. Народилася в Москві. Друга дочка московського царя Івана V і Прасковії Салтикової. Небога царя Петра I. Завдяки домовленостям останнього стала дружиною курляндського герцога Фрідріха-Вільгельма (1710), але овдовіла за пару місяців. Забезпечувала російське панування в Курляндії-Семигалії, якою правила 20 років. Мала тісний зв'язок із курляндськими фаворитом Ернстом-Йоганном фон Біроном. Після смерті Петра II Верховна таємна рада обрала її імператрицею (1730) на певних умовах, що були розірвані після інтронізації. Делегувала державне управління німцям-курляндцям на чолі з Біроном, який створив режим названий «біронівщиною». Ліквідувала українську автономію після смерті гетьмана Данила Апостола (1734). Започаткувала Другу Малоросійську колегію, зорієнтовану на посилення колоніального гніту в Україні. Авторка таємного указу «Про шлюби малоросів». Провела успішну війну проти Османської імперії (1735—1739), приєднала Азов і частину Запорожжя. Жила неодруженою, дітей не мала. Оточувала себе розкошами, коханцями і блазнями. Своїм спадкоємцем призначила малолітнього Івана VI, а регентами — племінницю Анну Леопольдівну та Бірона. Але внаслідок двірцевого перевороту (1741) престол перейшов до дочки Петра I — Єлизавети Петрівни. Померла в Петербурзі, похована у Петропавлівському соборі. Прізвисько — Крива́ва (рос. Кровавая, за жорстокість Канцелярії таємних і розшукових справ).

## Імена
- А́нна Іва́нівна (рос. Анна Ивановна)[7][8][9][10][11][12][13]
- Анна Іоанівна[14][15][16][17][18][19][20][21]
- А́нна І, або А́нна І Іва́нівна (рос. Анна І Иоанновна[22]) — з номером правителя, як перша імператриця Росії з таким іменем.
- А́нна ІІ, або А́нна ІІ Курля́ндська — як друга герцогиня Курляндії і Семигалії з таким іменем.
- А́нна Крива́ва (рос. Анна Кровавая[23]) — народне прізвисько, надане за жорстокість Канцелярії таємних і розшукових справ, створеної за правління імператриці.
- А́нна Курля́ндська (рос. Анна Курляндская[24]) — за назвою герцогства.

## Родовід
|  |                      |  |  |  |  |  |  |  |  |  |  |  |  |  |  |  |
|  | Іоанн II             |  |  |  |  |  |  |  |  |  |  |  |  |  |  |  |
|  |                      |  |  |  |  |  |  |  |  |  |  |  |  |  |  |  |
|  |                      |  |  |  |  |  |  |  |  |  |  |  |  |  |  |  |
|  | Анна Іванівна        |  |  |  |  |  |  |  |  |  |  |  |  |  |  |  |
|  |                      |  |  |  |  |  |  |  |  |  |  |  |  |  |  |  |
|  |                      |  |  |  |  |  |  |  |  |  |  |  |  |  |  |  |
|  | Параскевія Салтикова |  |  |  |  |  |  |  |  |  |  |  |  |  |  |  |
|  |                      |  |  |  |  |  |  |  |  |  |  |  |  |  |  |  |
|  |                      |  |  |  |  |  |  |  |  |  |  |  |  |  |  |  |

## Молоді роки
З 1682 на московському престолі царювали брати Петро I та Іван V, поки в 1696 році старший, але недоумкуватий хворобливий цар Іван V не помер. У січні 1684 Іван одружився з Парасковією Салтиковою, з якою у нього було 5 дочок (вижили лише три).
Старша дочка Катерина пізніше стала дружиною герцога Мекленбург-Шверинського Карла-Леопольда, а її онук недовго (1740—1741) був російським імператором під ім'ям Івана VI. Середня дочка Анна народилася в 1693 році і до 15 років жила в підмосковному селі Ізмайлово.

## Герцогиня Курляндська
1697 року цар Петро I, який прагнув закріпитися на Балтиці в Курляндії, домовився видати свою небогу Анну в шлюб з Фрідріхом-Вільгельмом, сином курляндського герцога Фрідріха-Казимира. 31 жовтня (11 листопада) 1710 року в Петербурзі відбулося вінчання Анни із Фрідріхом-Вільгельмом, що на той час вже зайняв курляндський престол. Святкування з цієї нагоди тривали аж до січня 1711 року. Згодом подружжя відправилося до Курляндії, але герцог помер по дорозі 10 (21) січня 1711.
На вимогу Петра I, Анна стала жити в Мітаві, курляндській столиці, де, починаючи приблизно з 1727 в життя Анни увійшов чоловік, який зберіг на неї величезний вплив до самої її смерті — Ернст Йоган фон Бюрен, пізніше взяв собі французьке герцогське ім'я Бірон. Ходили чутки, що молодший син Бірона Карл Ернст (народився 11 жовтня 1728) був насправді його сином від Анни. Немає жодних прямих доказів цього, але існує непряме свідчення: коли Анна Іванівна вирушила в січні 1730 з Мітави до Москви на правління, вона взяла це немовля з собою, хоча сам Бірон із сімейством залишився в Курляндії.

## Імператриця

### Вступ на престол

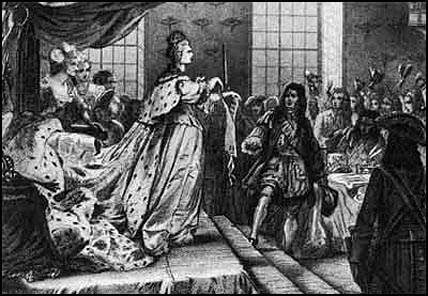
Анна розриває «кондиції».

Після смерті Петра II 30 січня 1730 вищий правлячий орган, Верховна Таємна Рада, почав радитися щодо вибору нового царя. Майбутнє Російської імперії визначали 7 осіб: канцлер Г. І. Головкін, чотири представники роду Долгоруких і двоє Голіциних. Віце-канцлер А. І. Остерман ухилився від обговорення. Питання було непросте — не залишилося прямих нащадків дому Романових по чоловічій лінії. У підсумку вибір Ради зупинився на середній доньці Івана V Анні Іванівні, яка вже 19 років жила в Курляндії і не мала при дворі фаворитів і партій, а значить, влаштувала всіх. Анна здавалася слабовільною, слухняною, керованою і не схильною до деспотизму. Користуючись ситуацією, члени Верховного Таємної Ради вирішили обмежити самодержавну владу на свою користь, зажадавши від Анни підписання певних умов, так званих «кондицій». Згідно з цим документом реальна влада в Росії переходила до Верховної Таємної Ради, а роль монарха зводилася до представницьких функцій. За «кондиціями» імператриця без Верховної Таємної Ради не могла:
- оголошувати війну або укладати мир
- вводити нові податки
- витрачати скарбницю на свій розсуд
- жалувати і позбавляти державних звань
- без суду позбавляти дворянина життя і майна
- жалувати вотчини
- вступати в шлюб
- призначати спадкоємця престолу

8 лютого 1730 Анна підписала «кондиції» і 26 лютого 1730 урочисто в'їхала до Москви, де військо і вищі чини держави в Успенському соборі присягнули новій імператриці. Після сходження на престол імператриці члени Верховної Таємної Ради прагнули переконати Анну підтвердити їх нові повноваження. Проте знайшлися і прихильники самодержавства, які бажали перегляду підписаних в Мітаві «кондицій». Бродіння відбувалося перш за все від невдоволення посиленням вузької групи членів Верховної Таємної Ради.
7 березня 1730 велика група дворянства (за різними даними від 150 до 800), в числі яких було багато гвардійських офіцерів, з'явилася в палац і подала прохання Анні Іванівні заново розглянути форму правління, яка була б бажана всьому народові. Представники дворянства просили імператрицю прийняти повне самодержавство, а пункти «кондицій» знищити. У цих умовах Анна Іванівна розірвала «кондиції» і свій лист про їх прийняття. 12 березня 1730 народ вдруге приніс присягу імператриці Анні Іванівні на умовах повного самодержавства.

### Внутрішня політика. Біронівщина

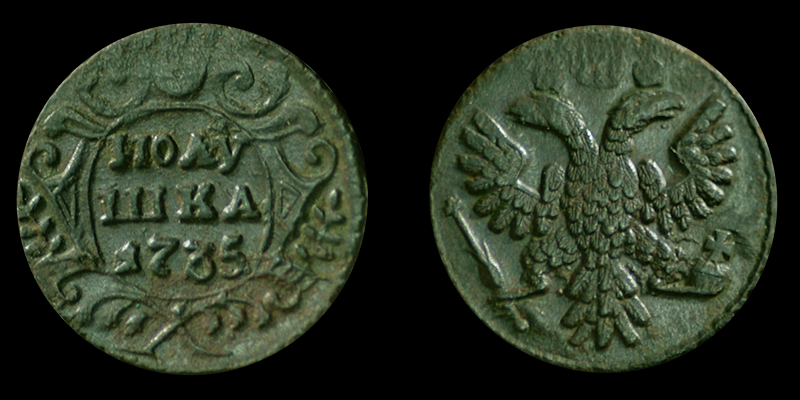
Монета Анни Іванівни. Полушка 1735 р.

Сама Анна Іванівна не дуже цікавилася державними справами, надавши ведення справ своєму фавориту Бірону і головним керівникам: канцлеру Г. І. Головкіну, князеві О. М. Черкаському, графу А. І. Остерману (зовнішні справи) і фельдмаршалу Б. К. Мініху (військові справи).
Прийшовши до влади, Анна розпустила Верховну Таємну Раду, замінивши її наступного року кабінетом міністрів, до складу якого увійшли А. І. Остерман, Г. І. Головкін, О. М. Черкаський. Перший рік свого правління Анна намагалася акуратно бути присутньою на засіданнях Кабінету, а потім зовсім охолола до справ і вже в 1732 році була тут лише двічі. Поступово Кабінет набув нових функцій, в тому числі право видавати закони та укази, що робило його дуже схожим на Верховну Таємну Раду. У роки правління Анни був скасований указ про єдиноспадкування (1731), заснований Шляхетний кадетський корпус (1731), обмежена 25 роками служба дворян. Найближче оточення Анни складали іноземці (Бірон, К. Г. Левенвольде, Б.-X. Мініх, П. П. Лассі).
Правління Анни Іванівни увійшло в історію Росії під назвою «біронівщини». Цим поняттям патріотичні кола російського суспільства в XIX столітті позначали не тільки близькість Бірона до імператриці, яка дозволяла йому фактично керувати країною, але й усі зловживання влади в правління Анни Іванівни: хабарництво, казнокрадство, засилля іноземців в усіх державних установах і жорсткість внутрішньополітичного режиму. У 1730 році була заснована Канцелярія таємних розшукових справ, яка займалася державними злочинами і справами «про бунт і зраду». У короткий термін вона набрала надзвичайної сили і незабаром стала своєрідним символом епохи. Анна постійно боялася змов, які загрожували її правлінню, тому зловживання цього відомства були величезні. Двозначного слова або невірно витлумаченого жесту часто було достатньо для того, щоб потрапити в катівню, а то й зовсім безслідно зникнути. Усіх засланих при Анні до Сибіру було понад 20 тисяч осіб, з них понад 5 тисяч було таких, про кого не можна було знайти жодного сліду, оскільки часто засилали без будь-якого запису в належному місці і зі зміною імен засланців, не повідомляючи про те навіть Таємну канцелярію. Страчених нараховувалось до 1000 осіб, не включаючи сюди померлих при слідстві і страчених таємно, яких було чимало. Особливий резонанс у суспільстві набули розправи з вельможами: князями Долгорукими і кабінет-міністром А. П. Волинським. За жорстокість розправ Анна Іванівна в народі отримала прізвисько «Кривава».

### Зовнішня політика

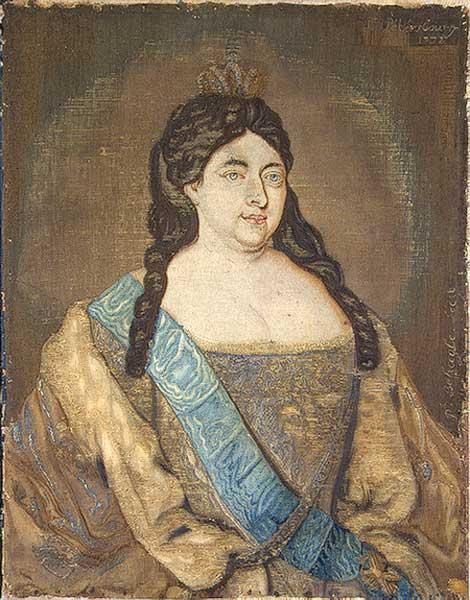
Портрет Анни Іоанівни на шовку. 1732 р.

Фельдмаршал Б.-X. Мініх, який командував армією, почав перебудову армії на європейський лад. Була введена прусська система навчання. За проектами Б.-X. Мініха будувалися укріплення в Виборзі і Шліссельбурзі, зводилися оборонні лінії уздовж південного і південно-східного кордонів. Зовнішня політика загалом продовжувала традиції Петра I. У 1730-х рр.. почалася Війна за польську спадщину. В 1733 році помер король Август II і в країні почалося безкоролів'я. Франції вдалося поставити свого ставленика — Станіслава Лещинського. Для Росії це могло стати серйозною проблемою, тому що Франція створила би блок союзних держав уздовж кордонів Росії у складі Речі Посполитої, Швеції й Османської імперії. Тому, коли син Августа II Август III звернувся до Росії, Австрії та Пруссії з «Декларацією доброзичливих», в якій просив захистити польську «форму правління» від втручання Франції, це дало привід для війни (1733—1735). Французький флот був розбитий в Гданську (Данциг), Станіслав Лещинський втік на французькому кораблі. Август III став королем Польщі.
Французька дипломатія ще під час війни, з метою ослаблення зусиль Росії на Заході, намагалася розпалити російсько-турецький конфлікт. Але переговори з турками не дали бажаних результатів, тому що Османська імперія вела війну з Іраном. Однак в 1735 р. війна з Туреччиною все ж таки почалася, через 20-тис. військо татар, яке рухалося на Кавказ і порушило кордон. Російська дипломатія, знаючи про агресивні наміри Порти, спробувала заручитися дружньою підтримкою Ірану. З цією метою Ірану були передані в 1735 р. колишні іранські володіння вздовж західного і південного узбережжя Каспійського моря. У 1736-1738 роках було розгромлено Кримське ханство. У 1739 р. російські війська оволоділи фортецею Хотин. У вересні 1739 у Белграді був підписаний мирний договір між Росією і Османською імперією. За Белградським договором Росія отримала Азов без права тримати флот і зробила незначні територіальні придбання (територія на Правобережній Україні).

### Політика щодо України

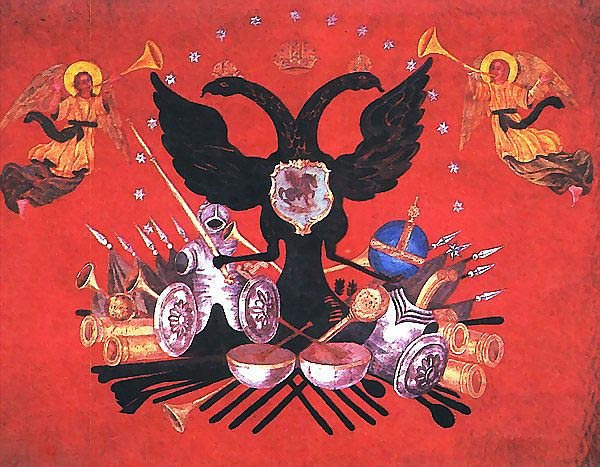
Січова хоругва, дарована Анною (1734)

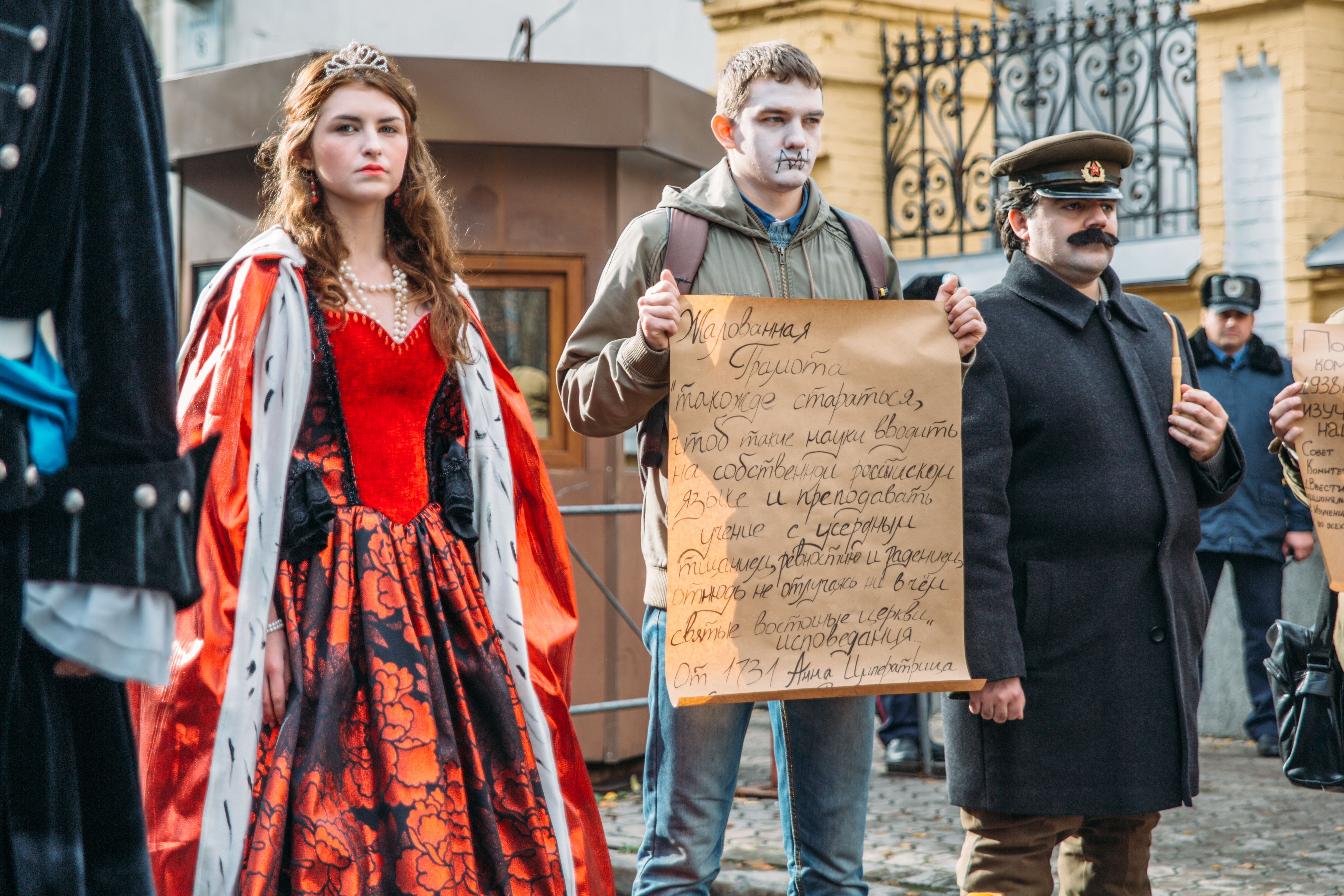
та імітація її грамоти 1731 р. про переведення освіти на російську мову в Україні біля Адміністрації Президента України. Перформанс проти русифікації та з вимогою законодавчого захисту української мови, що був проведений рухом Відсіч у День української писемності та мови 2015 року

За Анни Іванівни відбувалось подальше обмеження державних прав України.
1734 року, після смерті гетьмана Данила Апостола, імператриця не дозволила проводити вибори нового гетьмана, а гетьманська влада у Лівобережній Україні була передана Правлінню гетьманського уряду (1734-50). Правління складалося з шести чоловік: імператорського резидента (до 1737 — Олексій Шаховський), двох імператорських чиновників та генерального обозного Якова Лизогуба з двома українськими козацькими старшинами.
На Гетьманщину поширилася діяльність Канцелярії таємних розшукових справ, посилилися репресії, втручання імперії в українські справи — був здійснений майновий поділ українського козацтва на виборних козаків і підпомічників.
Анна Іоанівна продовжила політику русифікації України та нищення української мови й культури. 1731 року вона вимагала вилучити з українських церков книжки старого українського друку й замінити їх книжками московських видань та ввести викладання у колеґіумах російською мовою (рос. науки вводить на собственном российском языке). У таємному указі правителеві України князю Олексію Шаховському 1734 р. наказала всіляко перешкоджати українцям одружуватися з поляками та білорусами, «а спонукати їх й майстерним чином заохочувати їхні шлюби з великоросами».
В указі київському генерал-губернатору Михайлу Леонтьєву від 26 грудня 1738 року наказала конфіскувати й спалити всі привезені зі Львову календарі на 1739 рік, а замість них «у Києві та по всій Україні використовувати російські календарі».
За наказом Анни Іванівни з 1731 будувалась система укріплень, так звана Українська лінія, яка починалась від Дніпра і проходила по річках Орелі та Береці до Сіверського Дінця. На важких будівельних роботах працювало до 30 тисяч українських козаків і селян.
У 1734 уряд Анни Іванівни із тактичних міркувань у ході підготовки до чергової турецької війни амністував запорожців і дозволив їм вернутися на старі січові місця та дав дозвіл на заснування Нової Січі. Безуспішна російсько-турецька війна за Крим призвела до економічного виснаження України.

## Смерть
У 1732 році Анна Іванівна оголосила, що трон успадковує нащадок по чоловічій лінії її племінниці Єлизавети-Катерини-Христини — дочки її сестри Катерини Іванівни. Анна Іванівна стежила за племінницею, що отримала після хрещення в православ'я ім'я Анни Леопольдівни. У липні 1739 Анну Леопольдівну видали в шлюб з герцогом брауншвейзьким Антоном-Ульріхом, і в серпні 1740 вона народила сина Івана Антоновича.
16 жовтня 1740 Анна Іванівна сіла обідати з Біроном. Раптом їй стало погано і вона впала непритомною. Хворобу визнали небезпечною. Серед вищих сановників почалися наради. Питання про престолонаслідування було давно вирішене, своїм наступником імператриця назвала двомісячну дитину, Івана VI Антоновича. Регентом був призначений Бірон.
28 жовтня 1740 на 48-му році життя імператриця Анна померла. Лікарі причиною смерті оголосили подагру в поєднанні з сечокам'яною хворобою. Похована у Петропавлівському соборі в Петербурзі.

## Характер

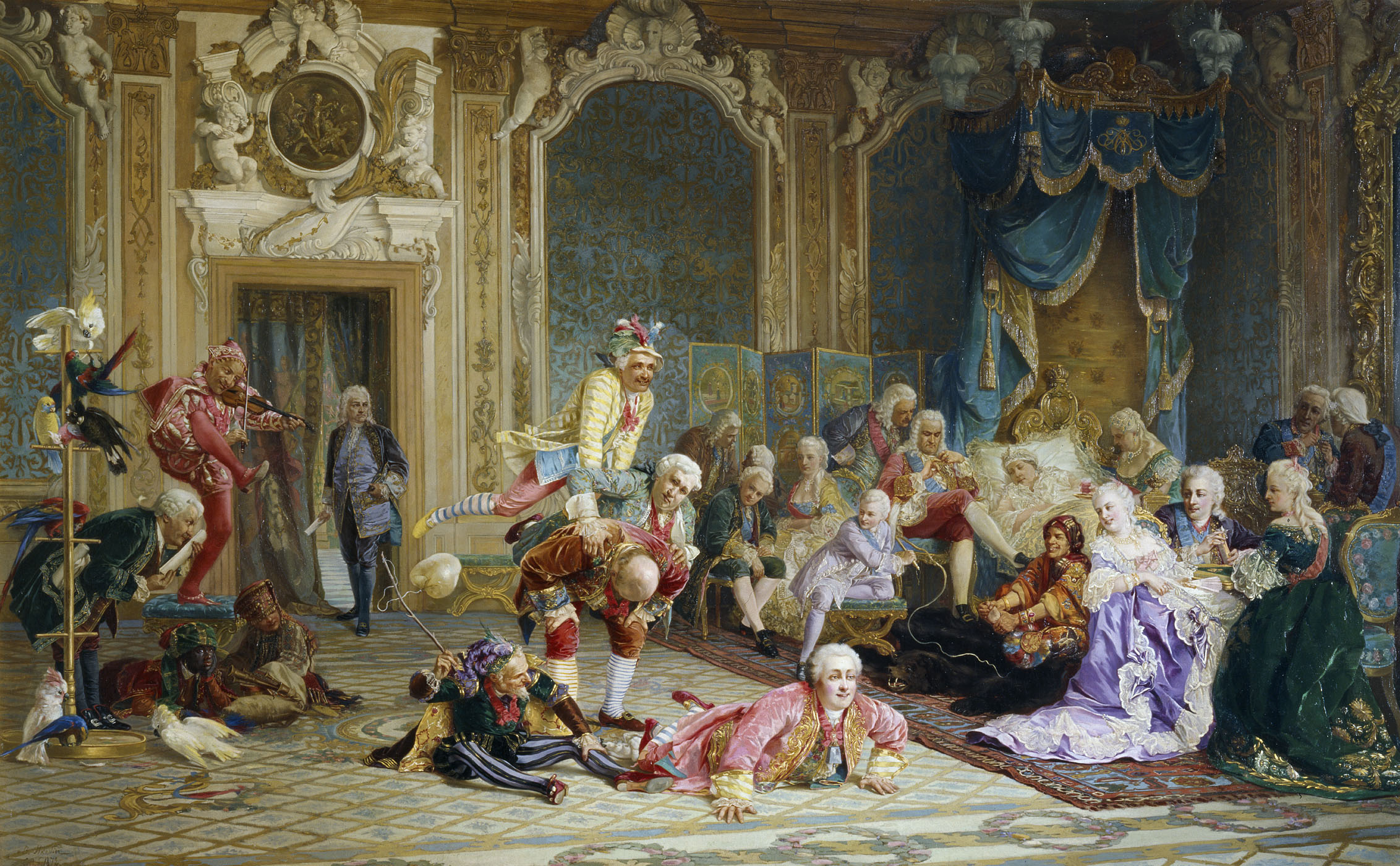
Блазні при дворі Анни Іванівни. Худ. — В. Якобі, 1872

Анна Іванівна мала важкий характер, була примхлива, відзначалася злопам'ятністю та мстивістю.
Петербурзький двір часів Анни Іванівни являв собою суміш старомосковських порядків з елементами нової європейської культури, привнесеними до Росії петровськими нововведеннями. Не маючи здібностей і схильності до державної діяльності, імператриця проводила час у придворних розвагах серед блазнів, ліліпутів, блаженних, ворожок, бабусь-приживалок. Анна любила виступати в ролі свахи, обожнювала полювання, винищуючи щороку по кількасот загнаних для неї тварин.
Правління Анни Іванівни ознаменувалося величезними витратами на розважальні заходи, витрати на проведення балів і утримання двору навіть перевищували витрати на утримання армії і флоту, а утримання стаєнь Бірона обходилося казні вдвічі більше, ніж вся російська наука.
Апофеозом витрат на імператорський двір стало влаштоване імператрицею в лютому 1740 весілля блазня М. Голіцина з калмичкою А. Буженіновою у спеціально збудованому крижаному будинку. Із льоду був зроблений не тільки сам будинок, але і весь його ансамбль і внутрішнє оздоблення (включаючи посуд, столи, стільці, ліжка).

### Монографії. Статті
- Анисимов Е. В. Анна Иоанновна. Москва: Молодая гвардия, 2002.
- Анисимов Е. В. Россия без Петра. 1725—1740 гг. Ленінград: Лениздат, 1994.
- Костомаров Н. И. Русская история в жизнеописаниях её главнейших деятелей. Императрица Анна Ивановна и её царствование. Санкт-Петербург, 1896—1903.  [Архівовано 18 липня 2020 у Wayback Machine.]
- Курукин И. В. Анна Иоанновна. Москва: Молодая гвардия, 2014.
- Строев В. Н. Бироновщина и Кабинет министров. Очерк внутренней политики императрицы Анны. Историческое исследование. Ч. 1. 1730—1735 гг. Москва: Типография Императорского Московского университета, 1909.
- Шестакова А. Ф. Черты домашней жизни императрицы Анны Иоанновны // Русский архив, 1904. Кн. 1. Вып. 3. С. 523—526.
- Шубинский С. Н. Императрица Анна Иоанновна, придворный быт и забавы. 1730—1740 // Русская старина, 1873. Т. 7. № 3. С. 336—353.

### Довідники
- Мицик Ю. А. Анна Іванівна [Архівовано 17 березня 2022 у Wayback Machine.] // Енциклопедія історії України. Київ, 2003. Т. 1.
- Анна Іоанівна // Українська радянська енциклопедія [Архівовано 7 березня 2016 у Wayback Machine.]
- Анна Іоанівна [Архівовано 7 березня 2016 у Wayback Machine.] // Юридична енциклопедія : [у 6 т.] / ред. кол.: Ю. С. Шемшученко (відп. ред.) [та ін.]. — К. : Українська енциклопедія ім. М. П. Бажана, 1998. — Т. 1 : А — Г. — 672 с. — ISBN 966-7492-00-X.